# Czupel (736 m)
Czupel (736 m n.p.m.) – wyraźne wzniesienie w głównym grzbiecie Pasma Błatniej w Beskidzie Śląskim, położone na północny zachód od Małego Cisowego, a na południowy wschód od Łazka. Stok południowo-zachodni opada do Brennicy, północno-wschodni do Jasienicy. Stoków opadający do Brennicy tworzy grzbiecik oddzielający doliny potoków Głębiec i Jatny, ponadto wcina się w niego dolinka potoku Cerchla.
Czaupel jest porośnięty lasem. Na stokach południowych i południowo-zachodnich wyrobiska kilku kamieniołomów, częściowo już nieczynnych.
Nazwa czupel, popularna w całych Beskidach, oznacza górę o ostrym wierzchołku.
Przez szczyt Czupla biegnie czerwony szlak turystyczny z Jasienicy na Błatnią.
 Jaworze, Nałęże, biwak ZHP – Łazek – Czupel – Mały Cisowy – Wielka Cisowa – Błatnia. Odległość 4,7 km, suma podejść 340 m, czas przejścia 1:50 godz., z powrotem 1:20 godz.